# Montellà i Martinet
Montellà i Martinet è un comune spagnolo di 529 abitanti situato nella comunità autonoma della Catalogna. Fa parte della regione storica nota come Cerdagna.